# Gaguik-Abàs II de Kars
Gaguik-Abàs II de Kars (en armeni Գագիկ-Աբաս Բ Կարսի ; mort l'any 1080) fou un membre de la família armènia dels Bagràtides, regne de Kars de 1029 a 1064.

## Biografia
Gaguik-Abas era fill d'Abas I, rei de Kars.
Va succeir el seu pare l'any 1029, en una època on el regne de Baspracània, al sud d'Armènia, patia la pressió dels seljúcides i fou annexat per l'Imperi Romà d'Orient. El 1045, el regne d'Armènia al voltant de la ciutat d'Aní, fou al seu torn annexat per l'Imperi Romà d'Orient. El regne de Kars esdevingué llavors un petit enclavament al si de l'Imperi Romà d'Orient.
Gaguik-Abàs mantingué bones relacions diplomàtiques amb Alp Arslan, el sultà seljúcida, cosa que li va permetre evitar l'amenaça dels turcs. Aquests guanyaren terreny, i van prendre la ciutat d'Aní el 1064. Comprovant que no podia assegurar ja la seguretat de Kars, Gaguik-Abàs va decidir el mateix any de cedir el seu regne a l'emperador romà d'Orient Constantí X Ducas, a canvi de diverses ciutats a Capadòcia, entre les quals Tzamandos (armeni Tzamendav) amb les viles d'Amasia i Comana.
Però els romans d'Orient tampoc van poder resistir l'avanç dels turcs i van patir una completa derrota a Mantziciert el 1071. Els armenis, exasperats pels romans d'Orient que s'estaven més ocupats en controvèrsies religioses que en la defensa del país, buscaren fer tornar als seus antics reis. El complot destinat a alliberar l'exrei Gaguik II va fracassar, i l'emperador Nicèfor III Botaniates va ordenar el 1080 l'execució dels diferents reis armenis, entre els quals Gaguik-Abàs II.

## Posteritat
D'una dona desconeguda (que podria portar el nom de Guranduxt i ser germana de Rupen I, senyor de Bartzeberd), Gaguik-Abàs va tenir una filla, Maria, de la qual no se sap res més..